# Michael T. Hinkemeyer
Michael T. Hinkemeyer, né le 18 octobre 1940 à Saint Cloud dans le Minnesota et mort le 28 novembre 2019 à East Hampton dans l'État de New York, est un journaliste et un écrivain américain de roman policier. Il a également publié des ouvrages sous le pseudonyme de Vanessa Royall et Jan Lara.

## Biographie
Il suit les cours de l’Université de Saint John (en) à St. Joseph dans l'État du Minnesota, où il décroche une licence en Histoire en 1962, puis ceux de l'Université Northwestern d’Evanston, dans l’Illinois, dont il obtient des doctorats en sciences sociales et en sciences de l'éducation en 1971. Il s’engage dans l’armée où il atteint le grade de premier-lieutenant avant de se tourner vers l’enseignement, comme professeur universitaire. Il publie un premier roman en 1974 et décide de vivre de son écriture à partir de 1976. Il travaille alors comme journaliste pour le New York Times, Newsday, le Chicago Tribune, le Minneapolis Tribune et le San Francisco Examiner, collabore avec la radio et la télévision et poursuit sa carrière de romancier.
Il publie sous son nom des romans policiers et livre à partir de 1979 des romans de fiction historique sous le pseudonyme de Vanessa Royal. Il écrit également quelques titres sous le pseudonyme de Jan Lara.
Deux de ses livres ont été traduits en France au sein de la collection Série noire. La chaire est faible, traduction de The Fields of Eden, raconte la première aventure du shériff Emil Whippletree. Dans la petite ville d'Eden Lake dans le Minnesota, le pasteur a été blessé et sa femme et ses trois enfants assassinés. Bientôt à la retraite et en pleine période d’élection à sa succession, Whippletree ne croit pas en la culpabilité des deux accusés et, pendant le procès, se met à la recherche du véritable coupable qu’il finit par démasquer. Dans le roman A Time to Reap, traduit sous le titre La Cueillette des morts, Whippletree, désormais à la retraite, doit revenir aux affaires pour aider son successeur à élucider le meurtre d’une prostituée et de son fils.
Il meurt en 2019 à East Hampton

## Œuvre

### Romans

#### SérieEmil Whippletree
- The Fields of Eden (1977) Publié en français sous le titre La chaire est faible, traduction de Simone Hilling, Paris, Gallimard, coll. « Série noire » no 1742, 1979.
- A Time to Reap (1984) Publié en français sous le titre La Cueillette des morts, traduction de France-Marie Watkins, Paris, Gallimard, coll. « Série noire » no 2006, 1984.
- Fourth Down, Death (1985)

#### Autres romans
- The Dark Below (1974), réédité sous le titre Sea Cliff en 1979
- Summer Solstice (1976)
- Flames of Desire (1978)
- Dark Angel Pass By (1979)
- The Harbinger (1980)
- Lilac Night (1981)
- The Order of the Arrow (1990)

#### Romans signés Vanessa Royall
- Come Faith, Come Fire (1979)
- Wild Wind Westward (1982)
- Seize the Dawn (1983)
- The Passionate and the Proud (1984)
- Fires of Delight: a Scottish Romance (1986)

#### Romans signés Jan Lara
- Limbo (1988)
- Soulcatcher (1990)

## Sources
- Claude Mesplède, Dictionnaire des littératures policières, vol. 1 : A - I, Nantes, Joseph K, coll. « Temps noir », 2007, 1054 p. (ISBN 978-2-910-68644-4, OCLC 315873251), p. 972.
- Claude Mesplède  et   Jean-Jacques Schleret (Éd. rév. de: SN, voyage au bout de la Noire), Les auteurs de la Série noire, 1945-1995, Nantes, Joseph K, coll. « Temps noir », 1996, 627 p. (ISBN 978-2-910-68611-6, OCLC 300207570), p. 233.